# Vanessa (メイクアップアーティスト)
Vanessa（バネッサ / ヴァネッサ、1996年7月15日 - ）は日本の美容師YouTuber、ベトナム人のインフルエンサー。

## 人物・来歴
両親ともベトナム人。美容専門学校卒業後、美容室に就職。Twitter上に投稿していた「動画日記」のフォロワー数が約34万人となる。星野源、羽生結弦、アカペラグループ・Pentatonixの熱烈なファンであり、彼らを「推し」と呼んでいる。2021年5月19日、星野源と新垣結衣の結婚が報道された際にはInstagramでライブ配信を実施し、Twitter上では「＃Vanessaさん」がトレンド入りした。

## 出演
- 今夜くらべてみました（日本テレビ、2021年5月19日）[3]

## 著書
- 『自尊心削られながら個性を出せって、どんな罰ゲームだよ？』(2020年02月27日、KADOKAWA[4]) ISBN 9784046046444
- 『ネガティブ思考を美味しくいただくために』(2020年12月23日、KADOKAWA) ISBN 9784046050854